# Esther Salmson
Esther Maria Salmson, född 16 november 1877 i Malmö, död 14 november 1966 i Sofia församling, Stockholm, var en svensk målare, tecknare och grafiker.

## Utbildning
Esther Salmson studerade för konsthistorikern och publicisten Ragnar Hoppe och för konstnären och litografen Carl Oskar Cardon (1812–1899). Cardon hade tidigare varit teckningslärare i principskolan vid Konstakademien åren 1855–1879.
Åren 1897–1903 studerade Esther Salmson vidare vid Konstakademien i Stockholm. De första två åren ritade eleverna i antikskolan för Axel Kulle (1846–1908). Några dagar i veckan bedrevs studier i landskapsmålning för professor Per Daniel Holm (1835–1903). Ibland målades stilleben, då man även studerade teknik och lasyr. Perspektivlektioner hölls av doktor Pontus Henriques (1852–1933), som var professor vid Tekniska Högskolan i Stockholm och lärare i perspektivlära vid Konstakademien. Några dagar i veckan föreläste professor Carl Curman (1833–1913), läkare och professor vid Konstakademien, om plastisk anatomi. Några dagar i veckan föreläste doktor Georg Göthe (1846–1933) filosofie doktor, konstforskare och litteraturhistoriker, i konsthistoria i akademiens högtidssal. Föreläsningarna var offentliga. Under de första två åren avslutades anatomi- och perspektivstudierna med examen.
I Stockholm studerade Esther Salmson även vid Axel Tallbergs etsarskola. Han var grafiker, målare och akvarellist. Axel Tallberg (1860–1928) var förmodligen Sveriges mest raffinerade etsare. Genom Konstakademiens försorg fick många unga förmågor för etsningskonsten sin handledning. Många svenska etsare har studerat för Axel Tallberg längre eller kortare tid och vars gravyrskola kallades "Tallbergska etsningkursen" och öppnades i mars 1895.

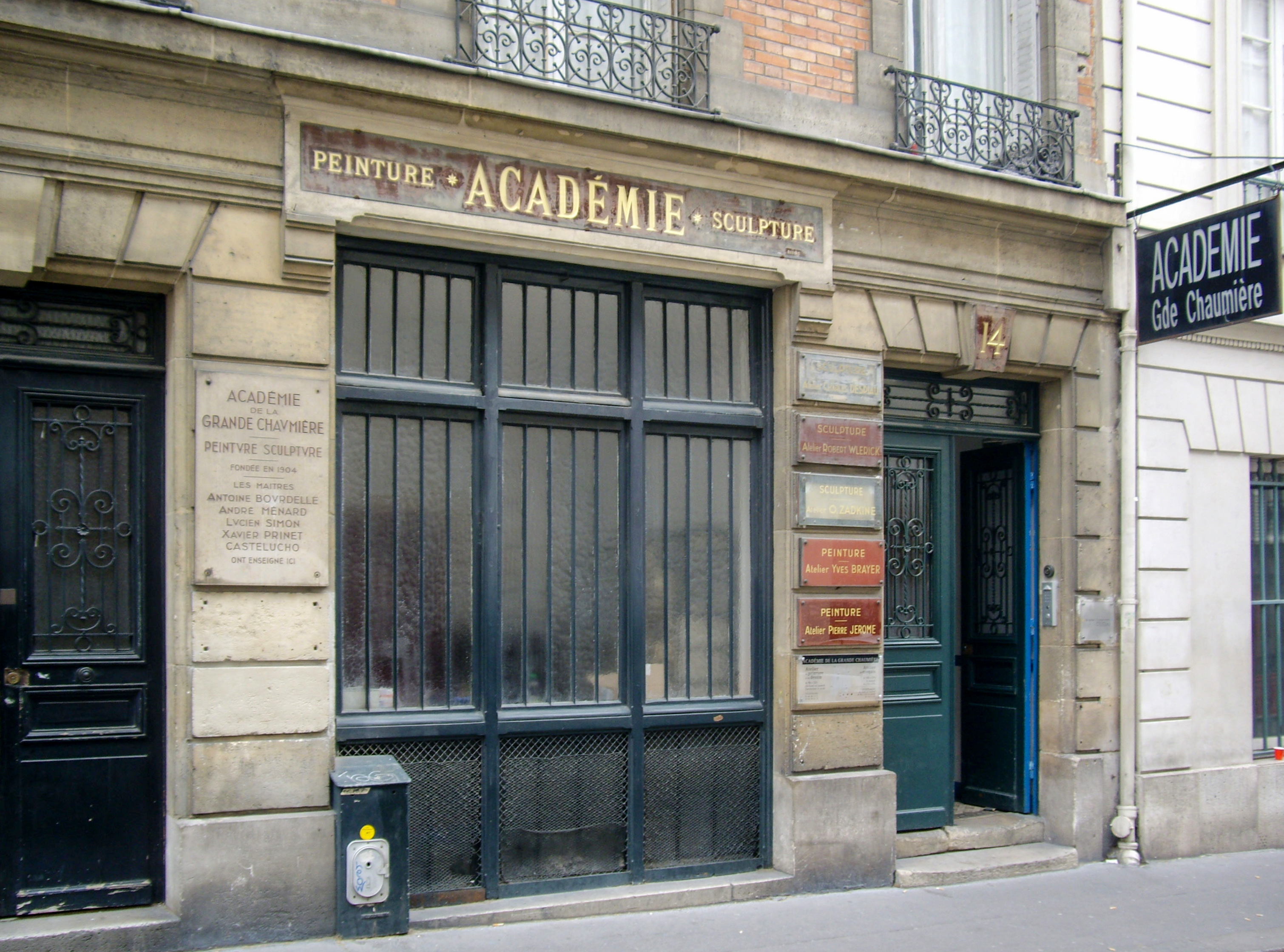
Académie de la Grande Chaumière, 14 rue de la Grande-Chaumière, Paris 6e, konstskola i Paris för måleri och skulptur, som hade grundats år 1902. Skolan heter numer Académie Charpentiér.

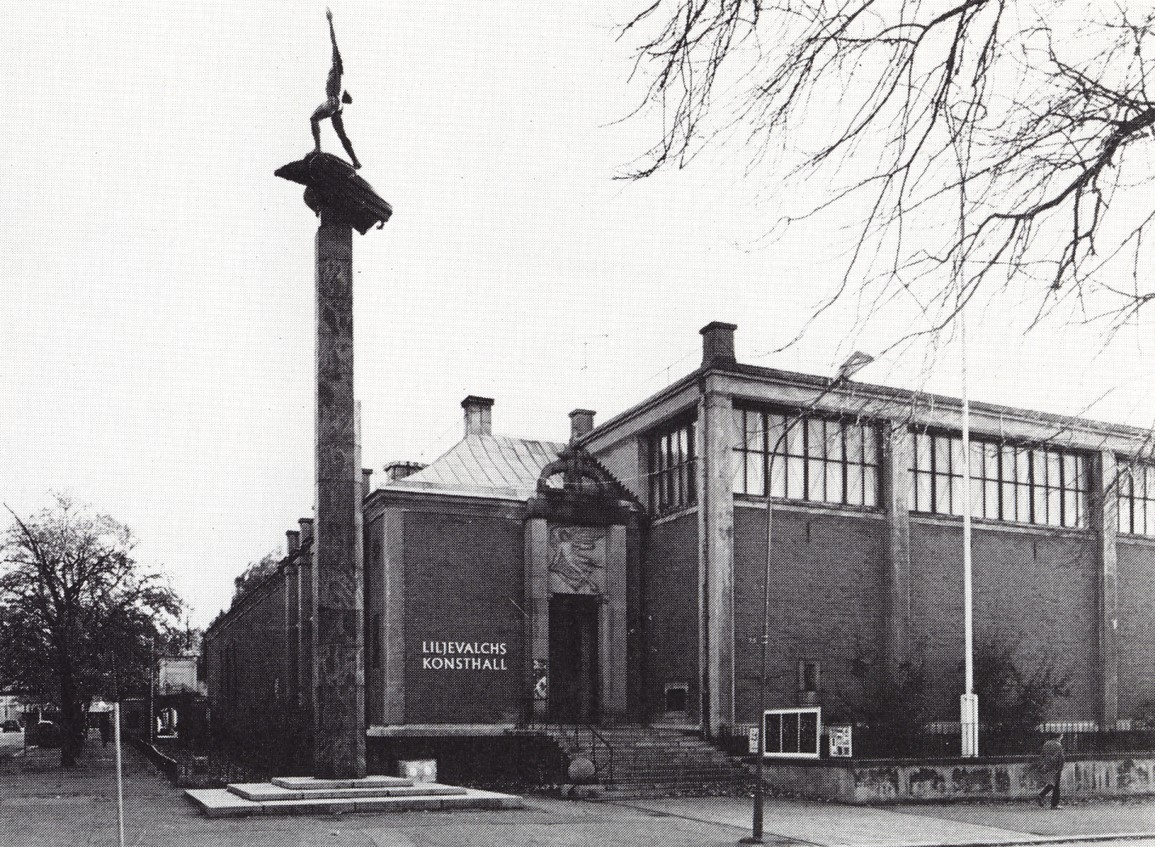
Liljevalchs konsthall på Djurgården i Stockholm invigdes år 1916 med syfte att göra konst mera lättillgänglig för alla.

Esther Salmson erhöll ett stipendium att studera utomlands och först fortsatte hon sina studier i Paris, där hon studerade vid Académie de la Grande Chaumière 1905. Konstskolan hade grundats 1902. Senare studerande hon vidare även i Tyskland, Italien och Danmark, då hon målade i olja och ritade pasteller och kolteckningar.

## Utställningar
I grupputställningar deltog Salmson vid Skånska konstnärinnor, Föreningen Svenska Konstnärinnor i Skånska konstmuseum år 1912 och i Wien år 1913. Hon representerade också Sverige vid Baltiska utställningen 1914 i Malmö, en konst- och hantverksutställning som hölls i Malmö under perioden 15 maj – 4 oktober 1914, och i Köpenhamn 1920. Hon deltog i Salongen i Stockholm och ställde ut i den prestigefulla Liljevalchs konsthall vid Hemutställningen 1917, som arrangerades av Svenska Slöjdföreningen, och i utställningen "Unionalen" i februari 1927.
År 1920 höll Salmson sin egen utställning i Västerås med konstnärskamraterna Elsa Zetterberg-Ström och Helena Herslow.

## Motiv
Esther Salmson målade bland annat porträtt och interiörer, samt gamla stadsgårdar. Hon målade gärna stadsvyer från Visby på Gotland, till exempel Visby domkyrka (Sankta Maria kyrka) och Visby ringmur. Hon målade genomgående i välstämd kolorit.
Bland hennes grafiska blad märks stockholmsmotiv i träsnitt.

## Representerad
- Malmö konstmuseum med två verk
- Stockholms stadsmuseum
- Kungliga biblioteket i Stockholm

## Signatur
- Esther Salmsons signatur i Art Signature Dictionary.

Esther Salmson är gravsatt i minneslunden på Skogskyrkogården i Stockholm.